# Érdi Krausz György
Érdi Krausz György (Budapest, 1899. augusztus 31. – Budapest, 1972. szeptember 25.) magyar mérnök, geodéta, térképész.

## Életpályája és munkássága
Szülei: Krausz Simon (1873–1938) bankár, gazdaság-politikus és Katzau Ida (1880-1936) voltak. Apai nagyszülei Krausz Mór és Koritschoner Borbála, anyai nagyszülei Katzau Frigyes (1842–?) kereskedő és Schwarz Róza voltak. Mérnöki oklevelet a berlin-charlottenburgi egyetemen szerzett 1924-ben. 1925–1938 között Budapesten magánmérnökként dolgozott. 1931–1939 között a Honvéd Térképészeti Intézet külső térképsze volt. 1938–1950 között a Nemzetközi Hálókocsi Társaság főtisztviselője volt. 1942–1944 között a Repülő Kísérleti Intézet külső kutatója volt. 1950–1957 között a Vasúti Tudományos Kutató Intézet kutatómérnöke, tudományos munkatársa volt. 1951–1954 között a Közlekedés- és Postaügyi Minisztérium Vasúti Főosztályának vezető-főmérnöke volt. 1955-től az ELTE megbízott előadója volt a térképtudományi tanszéken. 1956-ban a Társadalom- és Természettudományi Ismeretterjesztő Társulat Űrhajózási Bizottsága és a Műszaki és Természettudományi Szövetségek Asztronautikai Szakosztálya megalakításának kezdeményezője volt, melynek 1964–1972 között ügyvezető titkára volt. 1957–1960 között a Kartográfiai Vállalat Térképszerkesztő Osztályának nyugdíjas tudományos munkatársa volt.
Térképészeti munkássága elsősorban a térképek vetületi elemzésére terjedt ki. Gazdasági atlaszokban alkalmazták a nevét viselő területtartó vetületet. Munkásságának másik területe az űrhajózás és a mesterséges holdak megfigyelése volt. Navicard elnevezésű, külföldön is bevezetett csillagászati számítótáblázat szabadalmát átdolgozta a mesterséges holdak követésére (1961). Az asztronautikai ismeretterjesztés területén kiemelkedő irodalmi és népszerűsítő tevékenységet fejtett ki.
Sírja az Új köztemetőben található (58/8-1-85/86).

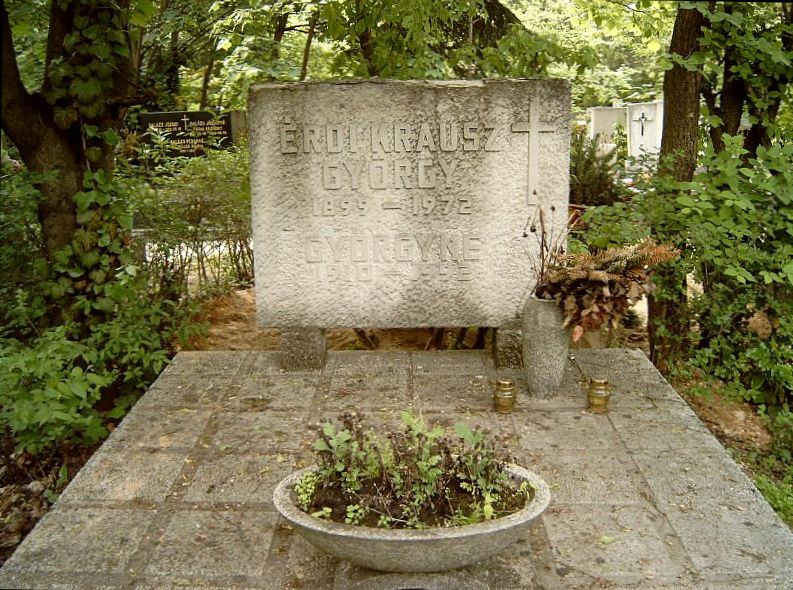
Érdi Krausz György mérnök, geodéta, térképész sírja Budapesten. Új köztemető: 58/8-1-85/86

## Művei
- A világűrrakétáról (Kincses kalendáriom, 1932. A gyakorlati élet általános útmutatója. Négy színes térképmelléklettel és 314 szövegközti képpel. A színes térképmellékleteket is tervezte és szerkesztette (Budapest, 1932)
- A nemzetközi 1 : 1 000 000 világtérkép vetületének számítása és szerkesztése (Térképészeti Közlöny, 1935)
- Térképhasználat, térképismeret (A Repülő Kísérleti Intézet kiadványa Budapest, 1944)
- Tapasztalatok a térképhasználat körül (Térképészeti Közlöny, 1950)
- A vasúti földrajz és a vasúti üzem (Budapest, 1955)
- Földrajzi térképvegyületek (Budapest, 1956)
- Általános térképtan (Budapest, 1956)
- A mesterséges holdak geodéziai és kartográfiai alkalmazhatóságáról (Természettudományi Közlöny, 1957)
- Vetületanalízis. Monográfia és benyújtott kandidátusi értekezlet is. (Budapest, 1958)
- Földrajzi térképvetületek. Egyetemi jegyzet (Budapest, 1959)
- A tengerhajózás és a jéghegyveszély (Földrajzi zsebkönyv, 1959)
- A hiperbola-navigáció térképeinek szerkesztése. – A légiközlekedés térképei (Geodézia és Kartográfia, 1960)
- Geodéziai kézikönyv (III. 3. rész, Budapest, 1960)
- Légi forgalmi irányítók kézikönyve (szerkesztő, Budapest, 1962)
- Repülőgépvezetők kézikönyve (szerkesztő, Budapest, 1962)
- Az 1 : 1 000 000 méretarányú világtérkép helyzete (Geodézia és Kartográfia, 1964)
- A Mars-szondák útja (Természettudományi Közlöny, 1965)
- Kozmikus geodézia (Csillagászati évkönyv. 1969. Budapest, 1968)
- A „Hold-kövek” sorsa – Műszerek a Holdon (Természet Világa, 1969)
- A Föld természeti kincseinek feltárása és térképek készítése mesterséges égitestek felvételei felhasználásával (Fizikai Szemle, 1971)
- Mérethű „kozmikus térképvázlatok.” (Természet Világa, 1971)
- Célhoz értek a Mariner-, Mars-szondák. – Az Apollo-16 expedíciója (Természet Világa, 1972)

## Díjai
- Lázár deák emlékérem (1968)